# Cytisopsis
Cytisopsis es un género de plantas con flores con cinco especies perteneciente a la familia Fabaceae.

## Especies
- Cytisopsis ahmedii
- Cytisopsis dorycniifolia
- Cytisopsis leiocalycina
- Cytisopsis pseudocytisus
- Cytisopsis spinosa